# Tove Søvndahl Gant
Tove Søvndahl Gant (geb. Pedersen; * 30. Mai 1959 in Qaqortoq) ist eine grönländische Diplomatin und Menschenrechtsaktivistin.

## Leben
Tove Søvndahl Gant ist die Tochter des Zimmermanns Olaf Søvndahl Pedersen († 1992) und der Röntgenassistentin Gerda Egede († 2014). Sie schloss 1976 die Realschule in ihrer Heimatstadt Qaqortoq ab und war anschließend ein Jahr als Austauschschülerin in den USA. Von 1977 bis 1980 besuchte die das Gymnasium in Nyborg. Von 1980 bis 1990 studierte sie Anglistik und Gesellschaftswissenschaften an der Universität Odense. Nach dem Ende des Studiums war sie vier Jahre lang als Sozialberaterin am Dänemarkbüro der grönländischen Regierung angestellt. Von 1994 bis 1995 war sie kurzzeitig Bürochefin des Internationalen Büros der Regierung, kehrte dann aber in ihre alte Stellung zurück. Von 1997 bis 2001 war sie Generalsekretärin des Sekretariats für Indigene Völker des Arktischen Rats und wurde anschließend wieder im Dänemarkbüro angestellt. Von 2004 bis 2007 war sie Expertin für indigene Völker in der Generaldirektion für Entwicklungsarbeit der Europäischen Kommission. Von 2007 bis 2014 war sie dänische Repräsentationschefin in Kopenhagen. Von 2014 bis 2020 war sie Mitglied der Abteilung für Menschenrechte des Europäischen Auswärtigen Diensts. 2020 wurde sie als Beraterin am grönländischen Außenministerium angestellt. Nur ein Jahr später wurde sie zur grönländischen Repräsentationschefin in Reykjavík ernannt.
Sie war Aufsichtsratsmitglied mehrerer Stiftungen: von 1996 bis 2005 beim Grønlandsfonden af 1959, von 2006 bis 2010 beim Nordlysfonden, von 2008 bis 2014 beim Fonden Nordatlantens Brygge und von 2012 bis 2016 beim Hans Lynges Fond. Daneben war sie Mitglied in weiteren Aufsichtsräten: von 2007 bis 2014 bei Det Grønlandske Selskab und von 2009 bis 2014 beim Arktisk Institut. Von 2008 bis 2012 war sie Aufsichtsratsvorsitzende des Ilisimatusarfik. Von 2010 bis 2019 war sie zudem Aufsichtsratsmitglied der Universität der Arktis, davon seit 2013 als Vizevorsitzende.
1997 war sie Mitglied der Beratungsgruppe für das Internationale Jahrzehnt der indigenen Völker der Erde, während sie von 1996 bis 2003 Mitglied der UN-Stiftung für indigene Völker war. Von 1996 bis 1997 und von 2002 bis 2004 war sie Mitglied des Rats für Internationale Entwicklungsarbeit. Von 2020 bis 2022 war sie Mitglied des Ständigen Forums für indigene Angelegenheiten.
Am 1. Dezember 2007 heiratete sie den IT-Supporter Andreas Gant (* 1962), einen Bruder der Künstlerin Pia Ârĸê (1958–2007).